# Districte de Konolfingen

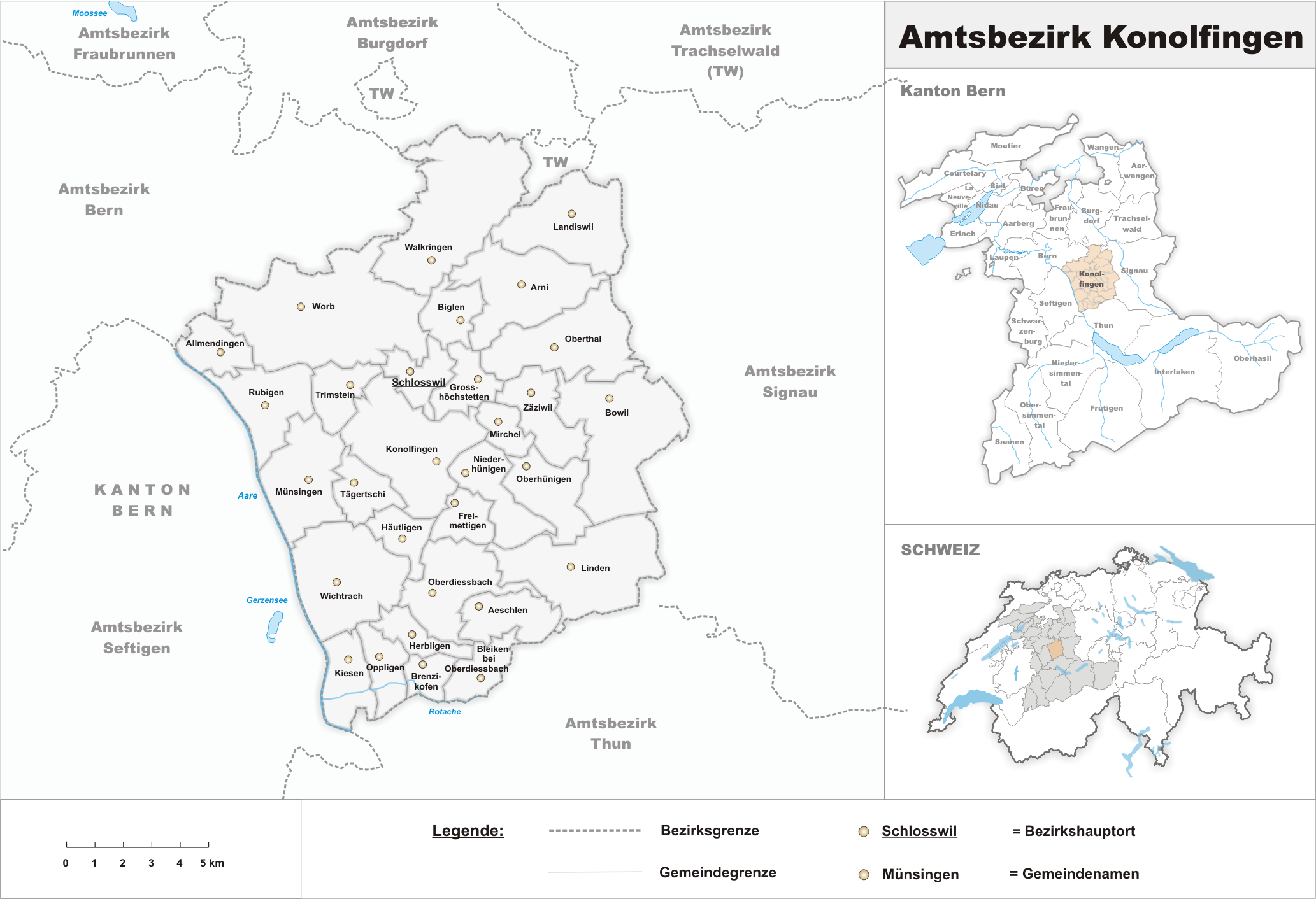
El districte de Konolfingen

El districte de Konolfingen és un dels 26 districtes del Cantó de Berna (Suïssa), té 57249 habitants (cens de 2007) i una superfície de 214 km². El cap del districte és Schlosswil està format per 30 municipis. Es tracta d'un districte amb l'alemany com a llengua oficial.

## Municipis
| Municipi                   | Habitants (31. Dez. 2007) | Superfície en km² |
| -------------------------- | ------------------------- | ----------------- |
| Aeschlen bei Oberdiessbach | 305                       | 4.9               |
| Allmendingen               | 494                       | 3.8               |
| Arni                       | 987                       | 10.4              |
| Biglen                     | 1743                      | 3.6               |
| Bleiken bei Oberdiessbach  | 376                       | 3.4               |
| Bowil                      | 1410                      | 14.7              |
| Brenzikofen                | 529                       | 2.2               |
| Freimettigen               | 360                       | 2.9               |
| Grosshöchstetten           | 3106                      | 3.4               |
| Häutligen                  | 230                       | 3.0               |
| Herbligen                  | 544                       | 2.7               |
| Kiesen                     | 729                       | 4.7               |
| Konolfingen                | 4752                      | 12.8              |
| Landiswil                  | 634                       | 10.3              |
| Linden                     | 1335                      | 13.3              |
| Mirchel                    | 522                       | 2.4               |
| Münsingen                  | 11'046                    | 8.5               |
| Niederhünigen              | 665                       | 5.4               |
| Oberdiessbach              | 2815                      | 8.2               |
| Oberhünigen                | 326                       | 6.0               |
| Oberthal                   | 792                       | 10.6              |
| Oppligen                   | 627                       | 3.4               |
| Rubigen                    | 2656                      | 7.0               |
| Schlosswil                 | 676                       | 3.5               |
| Tägertschi                 | 382                       | 3.6               |
| Trimstein                  | 489                       | 3.6               |
| Walkringen                 | 1825                      | 17.2              |
| Wichtrach                  | 4031                      | 11.6              |
| Worb                       | 11'295                    | 21.0              |
| Zäziwil                    | 1568                      | 5.4               |
| Total (30)                 | 57'249                    | 213.5             |

## El districte l'any 2000

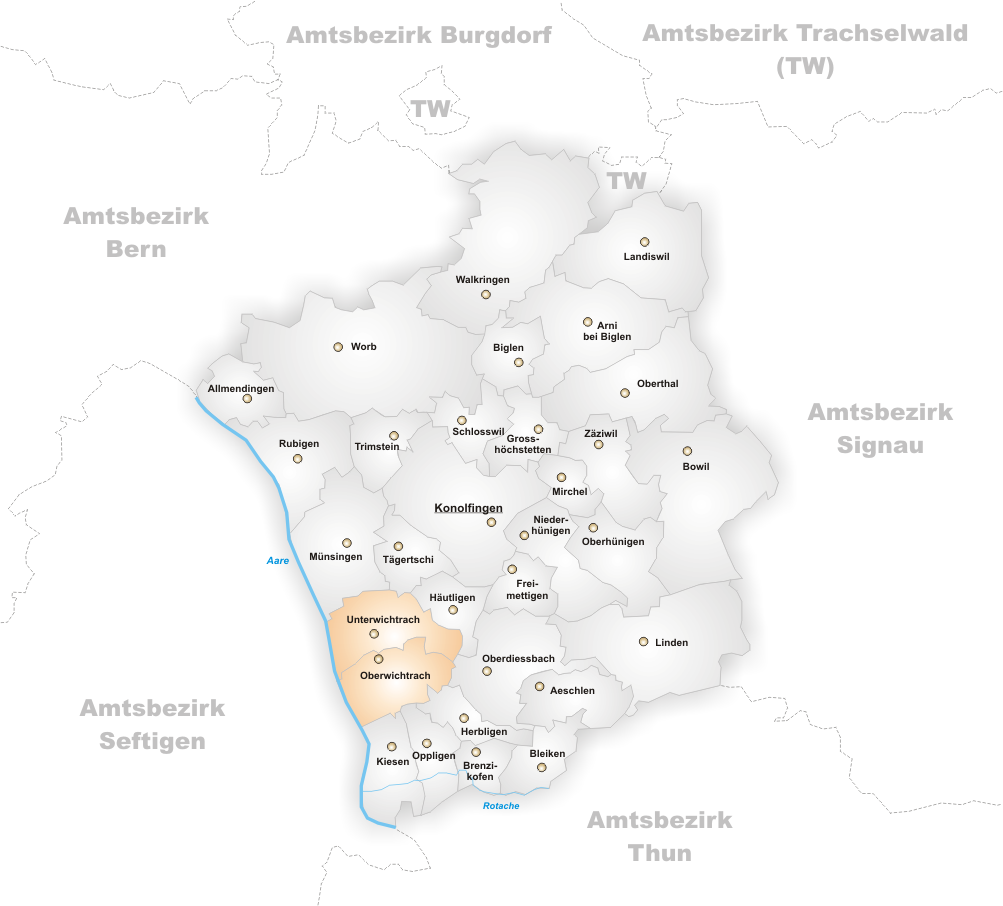
Municipis fins al 2003

### Fusions
- 2004: Unterwichtrach i Oberwichtrach → Wichtrach